# Андрійки
Андрі́йки — село в Україні, у Козельщинській селищній громаді Кременчуцького району Полтавської області. Населення становить 173 осіб. До 2017 орган місцевого самоврядування — Пригарівська сільська рада.

## Географія
Село Андрійки знаходиться на відстані 1,5 км від села Миргородщина та за 2 км від села Панасівка. Селом протікає пересихаючий струмок з загатою. Через село проходить автомобільна дорога М22 (E577).

## Населення

### Мова
Розподіл населення за рідною мовою за даними перепису 2001 року:
| Мова       | Кількість | Відсоток |
| ---------- | --------- | -------- |
| українська | 169       | 97.69%   |
| російська  | 4         | 2.31%    |
| Усього     | 173       | 100%     |

## Історія
12 червня 2020 року, відповідно до розпорядження Кабінету Міністрів України № 721-р «Про визначення адміністративних центрів та затвердження територій територіальних громад Полтавської області», село увійшло до складу Козельщинської селищної громади.
19 липня 2020 року, в результаті адміністративно - територіальної реформи та ліквідації Козельщинського району, село увійшло до складу новоутвореного Кременчуцького району.